# Montgon
Montgon ist eine französische Gemeinde mit 71 Einwohnern (Stand 1. Januar 2022) im Département Ardennes in der Region Grand Est (vor 2016: Champagne-Ardenne). Sie gehört zum Arrondissement Vouziers, zum Kanton Vouziers und zum Gemeindeverband Argonne Ardennaise.

## Geografie

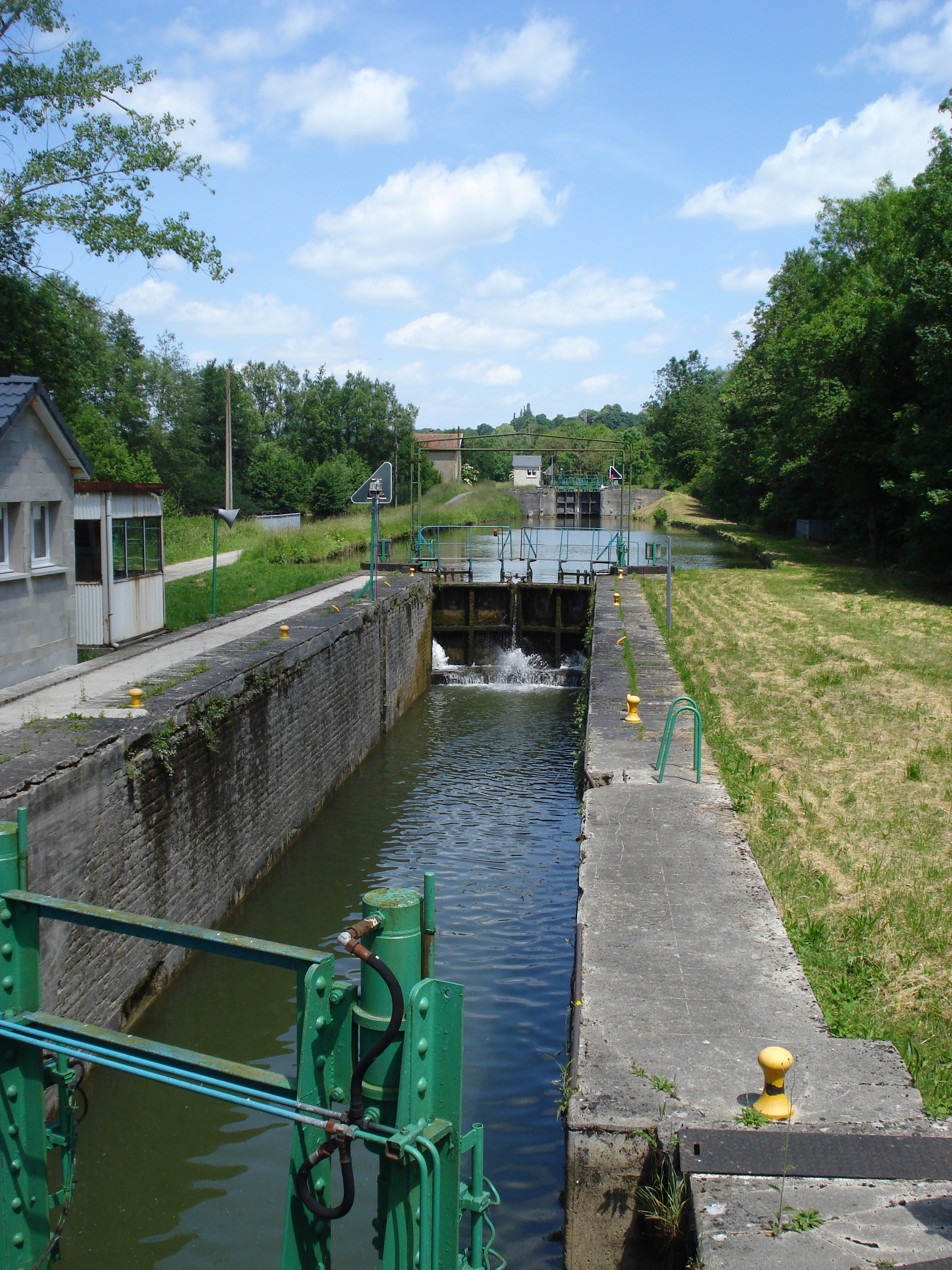
Kanalschleuse bei Montgon

Die Gemeinde wird von Osten nach Westen vom Ardennenkanal durchquert. Umgeben wird Montgon von den Nachbargemeinden Lametz im Norden, Bairon et ses environs im Osten, Voncq im Süden sowie Neuville-Day im Westen.

## Bevölkerungsentwicklung
| Jahr                      | 1962 | 1968 | 1975 | 1982 | 1990 | 1999 | 2004 | 2009 | 2016 |
| Einwohner                 | 176  | 176  | 141  | 116  | 97   | 97   | 80   | 73   | 69   |
| Quelle: Cassini und INSEE |      |      |      |      |      |      |      |      |      |

## Sehenswürdigkeiten
- Kirche Notre-Dame, erbaut von 1956 bis 1959, moderne Konstruktion an Stelle der 1940 zerstörten Kirche aus dem 16. Jahrhundert

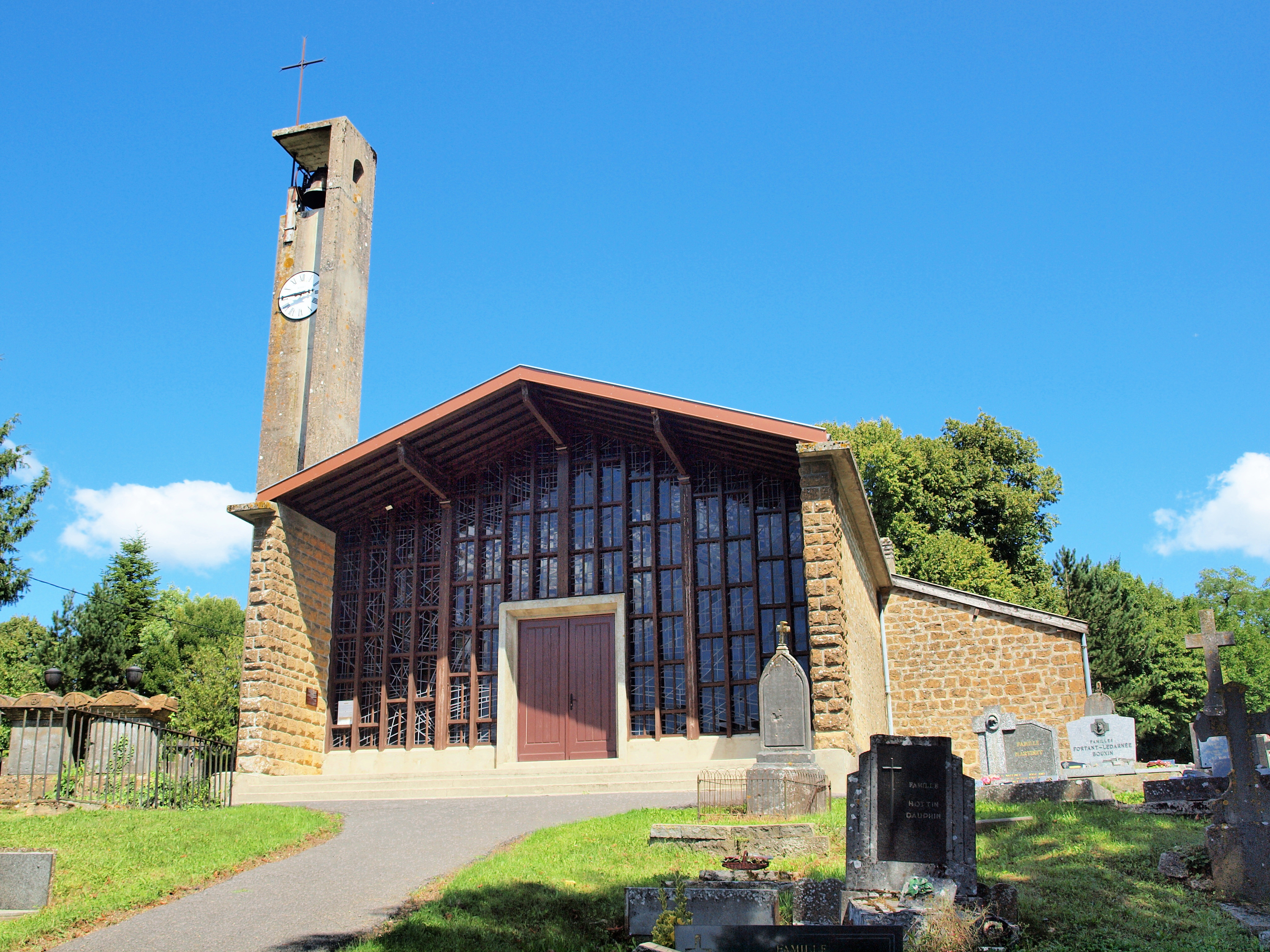
Kirche Notre-Dame